# 鹿児島県道475号豊後迫隼人線
鹿児島県道475号豊後迫隼人線（かごしまけんどう475ごう ぶんごさこはやとせん）は、鹿児島県霧島市を通る一般県道である。

## 概要
霧島市霧島大窪から同市隼人町姫城三丁目に至る。

### 路線データ
- 起点：鹿児島県霧島市霧島大窪（鹿児島県道60号国分霧島線交点）
- 終点：鹿児島県霧島市隼人町東郷1丁目（宮崎県道・鹿児島県道2号都城隼人線交点）

## 地理

### 通過する自治体
- 霧島市

### 交差する道路
| 交差する道路                      | 交差する場所    | 交差する場所 |
| --------------------------------- | --------------- | ------------ |
| 鹿児島県道60号国分霧島線          | 霧島大窪        | 起点         |
| 宮崎県道・鹿児島県道2号都城隼人線 | 隼人町東郷1丁目 | 終点         |

### 沿線
- JR九州日豊本線 南霧島信号場